# Renaixença
 (janvier 2023).
Si vous disposez d'ouvrages ou d'articles de référence ou si vous connaissez des sites web de qualité traitant du thème abordé ici, merci de compléter l'article en donnant les références utiles à sa vérifiabilité et en les liant à la section « Notes et références ».
Pour les articles homonymes, voir Renaissance (homonymie).

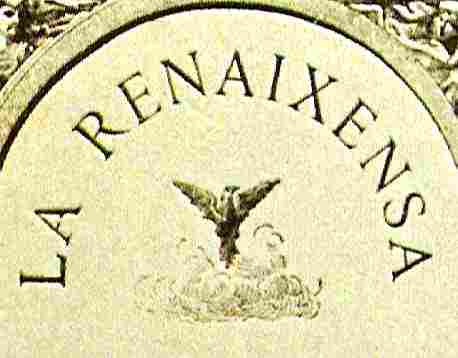
Couverture de La Renaixensa, magazine publié par Pere Aldavert de 1881 à 1905.

La Renaixença, mouvement culturel inscrit dans le courant du romantisme européen, a vu le jour en Catalogne au cours du XIXe siècle, à partir de 1833 et principalement dans la seconde moitié du siècle, jusqu'en 1890. Son nom, qui signifie renaissance reflète la volonté de faire renaître la culture et la langue catalane comme langue littéraire de prestige. Un des champs où elle s'est le plus développée est la littérature mais il s'agit d'une philosophie globale concernant l'architecture, la peinture, la politique, l'entrepreneuriat, l'histoire, etc. Elle est parallèle à la Respelido initiée par Frédéric Mistral et le Félibrige en Provence dès 1854.
Dans les Îles Baléares et au pays valencien, la Renaixença fut consolidée par l’action du majorquin Marià Aguiló.

## Caractéristiques principales
- Refus des règles classiques
- Individualisme, exaltation de l'éclectisme et de la liberté artistique
- Fantaisie, imagination, idéalisme, utopisme
- Mise en valeur de l'état animique, des sentiments et de la poésie
- Idée de la bonté naturelle de l'individu, s'il fait quelque chose de mal, c'est à cause des circonstances et de la société, qui l'a fait méchant
- Recherche des racines, des origines, de la vraie authenticité ; défense des libertés des pays et cultures sans État propre
- Goût pour des thèmes historiques
- En littérature, mélange de mots savants, populaires et néologismes

## Auteurs
Parmi les auteurs les plus remarqués, on peut citer:
- Bonaventura Carles Aribau, son poème Oda a la pàtria (1833) est considéré l'œuvre qui marque le commencement de la Renaixença[2]
- Tomàs Villarroya i Sanz, auteur de Cançó, qui l'ouvre à Valence
- Manuel Milà i Fontanals, en plus de sa poésie, il a restauré les Jeux floraux, un concours de poésie médiévale qui revient avec force pendant la Renaixença, et gère la bibliothèque de l'Ateneu Barcelonès
- Joaquim Rubió i Ors, avec Lo Gaiter del Llobregat (1841), philosophe, écrivain, et président de l'Acadèmia de Bones Lletres de Barcelona
- Frederic Soler i Hubert, aussi connu comme Pitarra, auteur et entrepreneur de théâtre populaire de grand succès, en plus de poète. Très cher, les barcelonais ont voulu lui faire un monument au Pla du Théâtre aux Rambles de Barcelone.
- Jacint Verdaguer i Santaló, considéré comme le père de la poésie et de la littérature catalane modernes. Auteur de L'Atlàntida (1871) Canigó (1886), Virolai i Cançó del rossinyol
- Àngel Guimerà i Jorge, le meilleur auteur de théâtre de l'époque. Certaines de ses ouvres sont encore aujourd'hui parmi celles de plus grand succès, comme est le cas de Mar i cel (en particulier avec la mise en scène par la troupe Dagoll Dagom), mais aussi Terra Baixa, Maria Rosa, La filla del mar, etc. Sa poésie est aussi très destacable.
- Narcís Oller est un des plus importants romanciers de l'époque, qui décrit très bien la Barcelone née à la suite de la révolution industrielle à La febre d'or ou Pilar Prim.
- Claudi Lorenzale, peintre de l'histoire médiévale des Pays Catalans
- Margalida Caimari Vila, poète, qui a non seulement écrit de la poésie, mais a récité des poèmes en public à différents moments, chose très inhabituelle pour une femme en 1869.